# Via Volodymyrs'ka (Kiev)
Via Volodymyrs'ka (in ucraino Володимирська вулиця?, Volodymyrs'ka Vulycja; in russo Владимирская улица?, Vladimirskaja Ulica), è una delle principali arterie cittadine a Kiev in Ucraina. Prende il nome dal Gran Principe di Kiev Vladimir I e nella sua parte più antica risale al tempo della Rus' di Kiev, almeno al X secolo, quindi è una strada urbana tra le più antiche in Europa. Vi si affacciano numerosi edifici di importanza storica e artistica e molti palazzi istituzionali.

## Storia

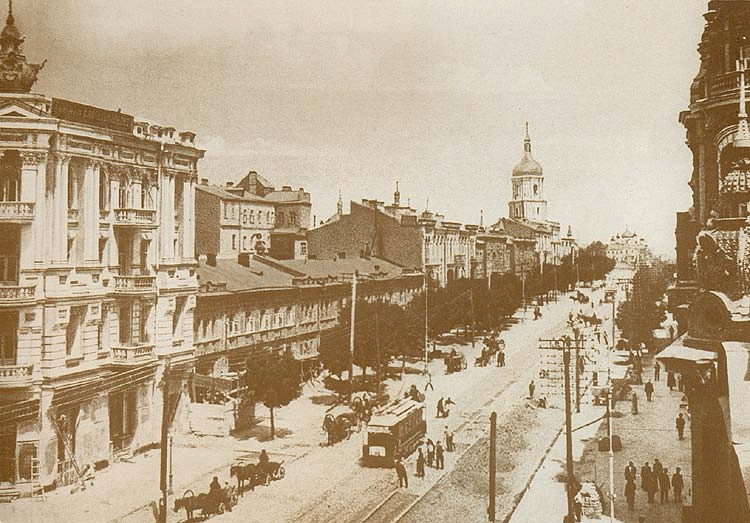
Via Volodymyrs'ka all'inizio del XX secolo

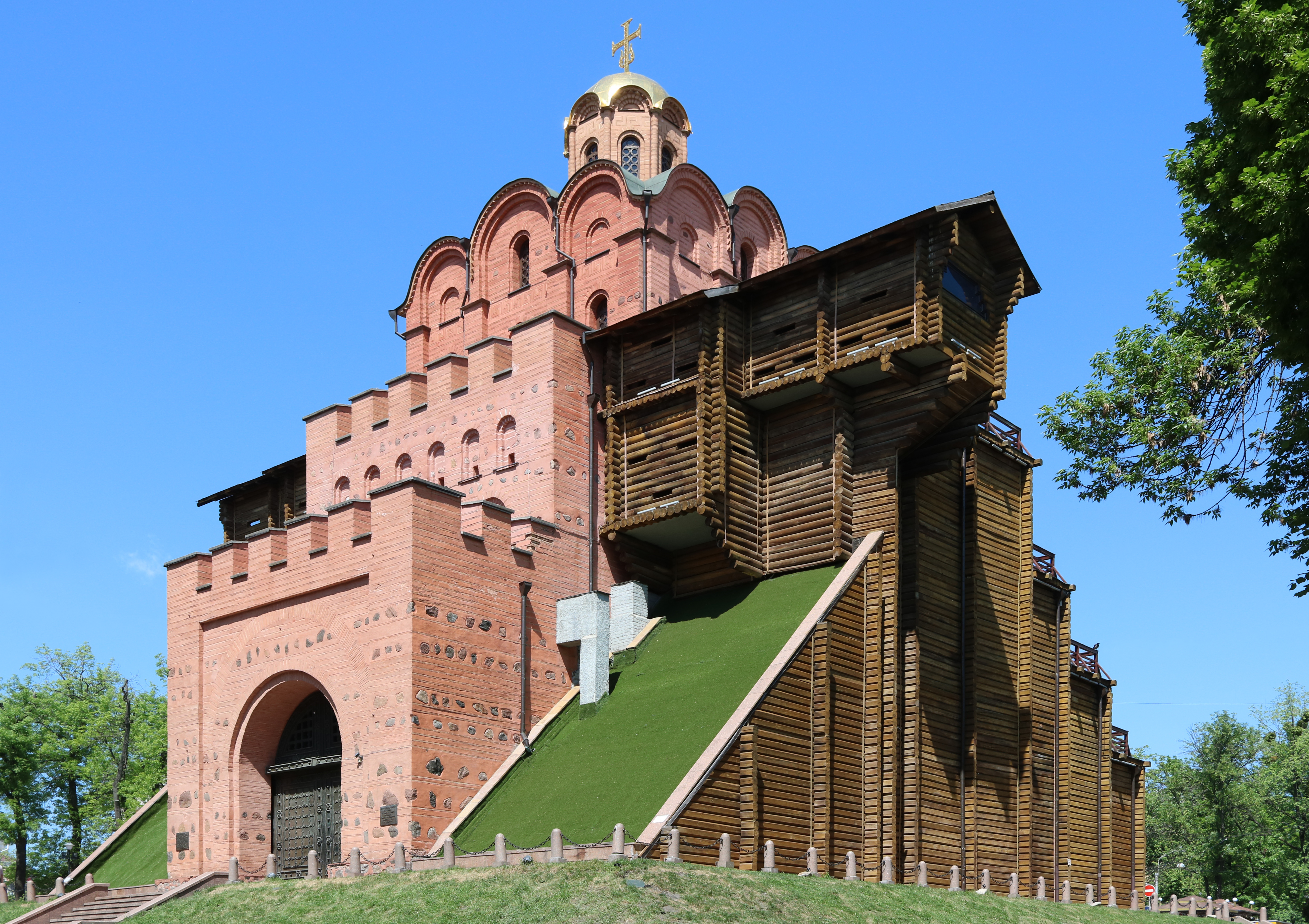
Porta d'Oro

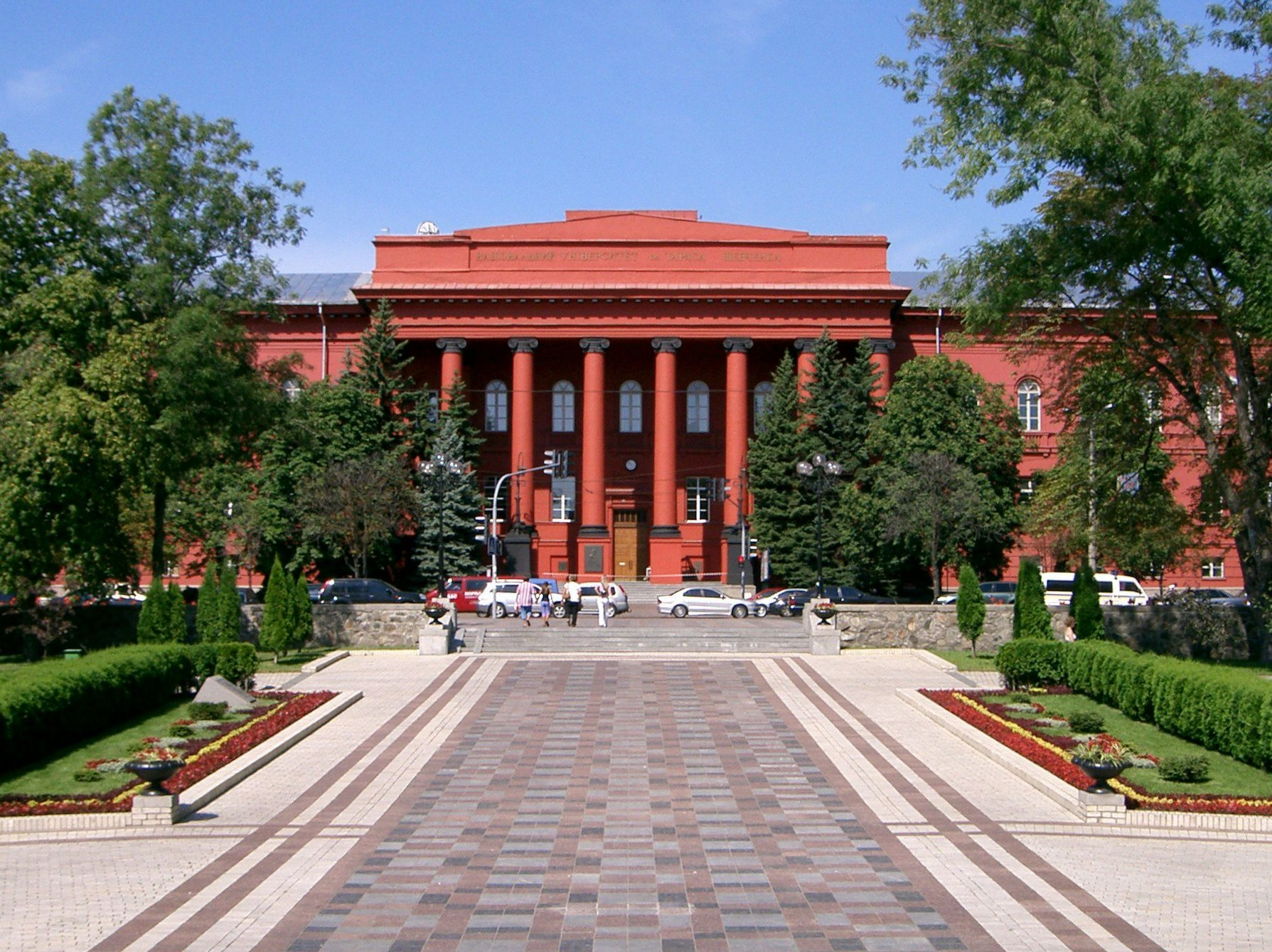
Palazzo dell'università

La parte più antica della strada che parte dalla Porta d'Oro e arriva alla chiesa delle Decime, attraversando il nucleo originario della città, risale approssimativamente al X secolo. Parte dell'abitato attorno venne distrutto durante l'invasione mongola della Rus' di Kiev nel 1240. Nel XVII secolo la cattedrale di Santa Sofia e il sito attorno divenne parte integrante della via.
Tra il XVIII e il XIX secolo l'antica via fu prolungata. Il Palazzo dell'università venne edificato tra il 1837 e il 1843 e da quel momento la via iniziò ad assumere l'aspetto moderno con le nuove costruzioni ai suoi lati, l'asfaltatura, l'illuminazione a gas poi elettrica e la linea tranviaria. Col XX secolo vi fu costruito il nuovo teatro cittadino e la via assunse le forme recenti.

## Descrizione
La storica via si trova nel centro di Kiev e unisce alcuni tra i principali edifici di rilevanza nazionale in città.

## Monumenti e luoghi d'interesse
- Museo storico nazionale dell'Ucraina. La sede recente del museo è stata costruita tra il 1937 e il 1939 da Josip Karakis.[4]
- Servizio di sicurezza dell'Ucraina.
- Porta d'Oro.[5]
- Opera Nazionale dell'Ucraina.[6]
- Accademia nazionale delle scienze dell'Ucraina.[6]
- Central'na Rada.[7]
- Università nazionale Taras Ševčenko di Kiev.[8]
- Delegazione dell'Unione Europea in Ucraina.[9]
- Museo pedagogico di Kiev
- Parco Taras Hryhorovyč Ševčenko